# Chemnitz-Markersdorf
Der Stadtteil Markersdorf liegt im Süden von Chemnitz. An Markersdorf grenzen die Stadtteile Helbersdorf, Altchemnitz, Harthau, Klaffenbach, Hutholz und Morgenleite. Ursprünglich gehörten auch die Stadtteile Hutholz und Morgenleite zur Markersdorfer Flur, somit reichte Markersdorf auch über die Stollberger Straße hinaus bis zum Stadtteil Stelzendorf und zur Gemeinde Neukirchen.
Die Plattenneubauten der Baugebiete III, IV und VII des früheren „Fritz-Heckert-Gebietes“ umsäumen den alten Dorfkern Markersdorfs, ebenso das Baugebiet V in Morgenleite und das Baugebiet VIII in Hutholz. Im östlichen Teil befindet sich ein Teilstück das Stadtparks, die Chemnitz trennt Markersdorf von Altchemnitz.

## Geschichte
Markersdorf war ein zweiseitiges Waldhufendorf, welches 1331 als „Margkirsdorff“ (= Dorf eines Markwarts) erstmals urkundlich erwähnt wurde. Wie alle Chemnitzer Klosterdörfer kam es 1548 zum Amt Chemnitz. Am 1. Juli 1919 wurde der Ort nach Chemnitz eingemeindet und war noch bis 1925 nach Neukirchen gepfarrt, danach nach Altchemnitz. Die bäuerliche Dorflage hat sich noch lange erhalten, wurde aber ab 1975 für den Bau der Plattenneubauten des „Fritz-Heckert-Gebietes“ erschlossen.
Auch schon lange vor dem Bau des „Heckerts“ entstanden in den Randgebieten Markersdorfs eine Reihe von Wohnsiedlungen, so die „Südrandsiedlung“ (heute Gemarkung Stelzendorf), der „Neue Anbau“, die „Morgenleite“ und die Siedlung „Am Harthwald“.

### Wohnungsrückbau

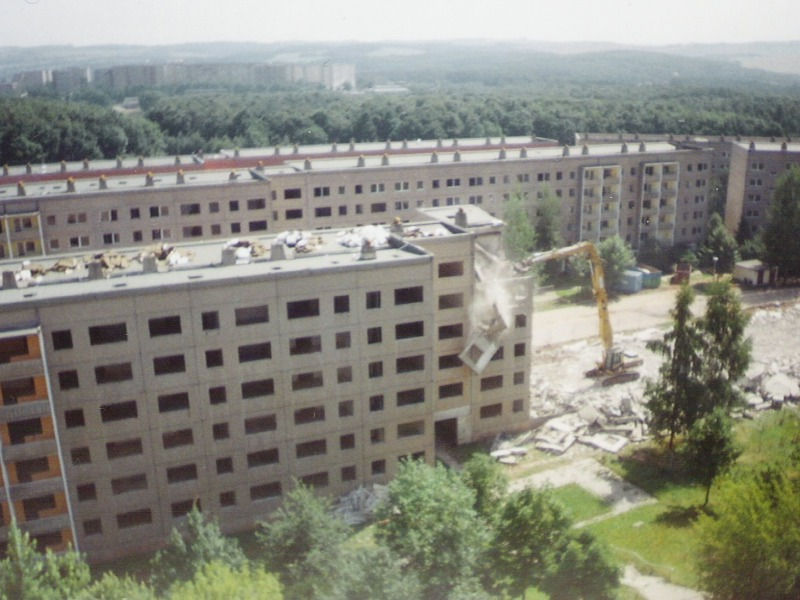
Abbruch von Plattenneubauten an der Wolgograder Allee

Besonders betroffen ist Markersdorf zusammen mit Hutholz vom Einwohnerschwund, der seit Mitte der 1990er Jahre einsetzte, weshalb besonders hier viele der damals erst etwa 10–20 Jahre alten Häuser zumeist abgebrochen oder aber auch saniert wurden.

## Verkehr
An das Straßenbahnnetz der CVAG ist Markersdorf mit den Linien 4 und 5 angeschlossen, die den Stadtteil mit der Innenstadt, dem Hauptbahnhof und Gablenz verbinden. Die Omnibusse der Linien 39, 52, 53 und N15 des Nachtnetzes verbinden Markersdorf, Hutholz und Morgenleite mit den anderen Chemnitzer Stadtteilen.
Im Norden bildet der Südring die Grenze zu Helbersdorf. Die Wolgograder Allee ist die längste Straße, die Markersdorf auch mit Hutholz verbindet.